# Santa Helena del Opón
Santa Helena del Opón – miasto w Kolumbii, w departamencie Santander.